# Xerophyllum platycorys
Xerophyllum platycorys är en insektsart som först beskrevs av John Obadiah Westwood 1839.  Xerophyllum platycorys ingår i släktet Xerophyllum och familjen torngräshoppor.

## Underarter
Arten delas in i följande underarter:
- X. p. russisianum
- X. p. simile
- X. p. platycorys